# NHIndustries NH90
NHIndustries NH90 är en medeltung militär transporthelikopter och världens första serieproducerade helikopter med elektroniskt styrsystem samt ett fullständigt kompositskrov. Helikoptern är ett samarbetsprojekt mellan fyra europeiska NATO-länder och tillverkas av NHIndustries. I Sverige benämns den Helikopter 14.

## Utveckling
Under 1980-talet stod det klart för många länder i Europa att deras helikopterflottor, mestadels från 1950 och 1960-talen, började bli föråldrade. Detta ledde fram till att två europeiska samarbetsprojekt för helikoptrar startades, EH101 samt NH90.
För NH90:s del startade arbetet 1985 när de fyra EG-länderna Frankrike, Tyskland, Italien, Nederländerna samt Storbritannien initierade ett NATO-samarbete för att gemensamt utveckla och anskaffa en medeltung militär transporthelikopter för 1990-talet; NATO Helicopter for the 90s - vilket kom att förkortas till NH90. Samarbetet hade en politisk bakgrund med syfte att främja och stärka EG:s flygindustrin, främst från Nordamerikanska helikoptertillverkare (främst Boeing och Sikorsky). 1987 lämnade dock Storbritannien samarbetet och fokuserade på EH101.
De kvarvarande länderna bildade 1992 organisationen NAHEMA (NATO Helicopter Management Agency), vilken är kravställare och kund i projektet. Samtidigt bildar ländernas inhemska flygindustrier; Eurocopter (Frankrike/Tyskland), AgustaWestland (Italien) samt Fokker (Nederländerna) konsortiet NHI (NHIndustries/NATO Helicopter Industries). NHI är motparten till NAHEMA med uppgiften att utveckla, tillverka samt marknadsföra NH90. Samma år (1992) tecknade NAHEMA kontrakt med NHI om att utveckla NH90. 2001 anslöt sig Portugal som den femte medlemmen till NAHEMA.
Utvecklingsarbetet av NH90 startade 1993, där många tekniska lösningar återanvändes från Tiger-projektet och redan 1995 var den första prototypen redo att flyga. NH90 utvecklades i två varianter; TTH (Tactical Transport Helicopter) för markoperativa insatser samt NFH (NATO Frigate Helicopter) för sjöoperativa insatser. I september 1995 genomfördes de första marktesterna med en testrigg kallad "Järnfågeln". I december samma år 
genomfördes så jungfruflygningen med den första prototypen (PT1), flygningen varade i 40 minuter och prototypen användes främst till att prova ut grundhelikoptern och dess mekaniska system. I mars 1997 flög så den andra prototypen (PT2) som var inriktad mot att prova ut det elektroniska styrsystemet samt att användas som en demonstrator. Den tredje prototypen (PT3) flög i november 1998, man hade nu nått seriestatus i utvecklingsarbetet och kunde bl.a. prova ut systemintegrationen. De båda slutliga prototyperna, PT4 samt PT5, genomförde sina första flygningar i maj respektive december 1999 och användes för att utveckla TTH- respektive NFH-varianten.
År 2000 skrev NAHEMA (Frankrike, Tyskland, Italien samt Nederländerna) kontrakt med NHI om tillverkning av 366 stycken NH90 (har därefter reducerats till 337 stycken), med avsikt att leverera den första serieproducerade TTH till 2003. Året därpå beställde Sverige, Norge samt Finland som första exportkunder gemensamt 52 stycken NH90. 2003 beställde Grekland 20 stycken NH90. 2004 beställde Oman 20 stycken NH90. 2005 beställde Australien 12 stycken NH90 (har därefter utökats till 47 stycken). Under 2006 beställde Nya Zeeland 9 stycken NH90 (varav en inte är avsedd att vara operativ, utan att man tar reservdelar ifrån den), samma år beställde Spanien 45 stycken NH90 (har därefter reducerats till 22 stycken). 2007 beställde Belgien 8 stycken NH90. Senaste kunden är Qatar som 2018 beställde 28 stycken NH90.
Den första serieproducerade NH90 (TTH) var tysk och flög för första gången i maj 2004. Tyskland blev även det första land att ta NH90 i tjänst i december 2006, tre år senare än planerat. Året därpå tog Sverige, som första exportkund, emot en serieproducerad NH90. Det dröjde till 2010 innan den första serieproducerade NFH levereras, vilken togs emot av Nederländerna.
Ursprungligen var det tänkt att NH90 skulle tillverkas vid tre produktionsanläggningar; i Tessera (Italien) av AgustaWestland samt i Marignane (Frankrike) och Donauwörth (Tyskland) av Eurocopter. Dock föreskrev kontrakten med de nordiska länderna, Australien samt Spanien att helikoptern av sysselsättningspolitiska skäl skulle tillverkas lokalt; för de nordiska i Halli (Finland) av Patria, den australiska i Brisbane (Australien) av Australian Aerospace samt den spanska i Albacete av Eurocopter España.

## Design

### Modeller
NH90 finns i två modeller som delar en gemensam grunddesign.

#### TTH
TTH (Tactical Transport Helicopter) är en markoperativ modell som framförallt är avsedd för taktisk transport av trupp (upp till 20 personer) samt materiel (nyttolasten beror på mängden bränsle med mera, genomsnittlig nyttolast: 2,5 ton). Den kan även genomföra andra uppgifter som en militär transporthelikopter normalt löser, såsom sjuktransport (upp till 12 bårfall), räddningsuppdrag samt stödja specialförband. Helikoptern kan användas även under svåra väderförhållanden (även isbildning) samt under dygnets alla timmar (dager/mörker).

#### NFH
NFH (NATO Frigate Helicopter) är en sjöoperativ modell som är tekniskt anpassad till att landa på fartyg samt baseras ombord på fregatter och andra större fartyg. Den är framförallt avsedd för ubåtsjakt samt ytstrid, men kan även lösa alla uppgifter som TTH:n kan. NFH kan automatiskt fälla ihop huvudrotorn samt stjärtbommen för att minska den yta helikoptern tar i anspråk på ett fartyg (TTH kan göra samma sak, men då med handkraft). Vidare har NFH ett system som låser och sedan drar fast helikoptern mot fartygsdäcket (s.k. "deck-lock") så att den sitter fast i fartyget när den står parkerad.

### Varianter
De båda modellerna finns sedan i en rad olika varianter beroende på dess tekniska egenskaper (version), vem som är kunden samt vilken generell uppgift helikoptern är tänkt att lösa. NHI har fastställt en fyrställig bokstavskombination som är gemensam för alla NH90, som genom tre bokstavsgrupper beskriver vilken variant det är:
| Variant |   | Första gruppen (en bokstav) tekniska egenskaper | Andra gruppen (två bokstäver) nationalitet | Tredje gruppen (en bokstav) uppgift |
| ------- | - | ----------------------------------------------- | ------------------------------------------ | ----------------------------------- |
| BSWA    | > | TTH med RTM 322 samt Hög kabin                  | Sverige                                    | Markoperativ                        |
| BSWN    | > | TTH med RTM 322 samt Hög kabin                  | Sverige                                    | Sjöoperativ                         |
| GITA    | > | TTH med GE T700                                 | Italien                                    | Markoperativ                        |
| GSPA    | > | TTH med GE T700                                 | Spanien                                    | Markoperativ                        |
| HITN    | > | NFH med GE T700                                 | Italien                                    | Sjöoperativ                         |
| MITT    | > | TTH med GE T700 samt Rotorsystem från NFH       | Italien                                    | Marin uppgift, specifik roll okänd  |
| MSPT    | > | TTH med GE T700 samt Rotorsystem från NFH       | Spanien                                    | Marin uppgift, specifik roll okänd  |
| NBEN    | > | NFH med RTM 322                                 | Belgien                                    | Sjöoperativ                         |
| NFRN    | > | NFH med RTM 322                                 | Frankrike                                  | Sjöoperativ                         |
| NFRS    | > | NFH med RTM 322                                 | Frankrike                                  | Marin uppgift, specifik roll okänd  |
| NGEN    | > | NFH med RTM 322                                 | Tyskland                                   | Sjöoperativ                         |
| NNLN    | > | NFH med RTM 322                                 | Nederländerna                              | Sjöoperativ                         |
| NNWN    | > | NFH med RTM 322                                 | Norge                                      | Sjöoperativ                         |
| TAUA    | > | TTH med RTM 322                                 | Australien                                 | Markoperativ                        |
| TBEA    | > | TTH med RTM 322                                 | Belgien                                    | Markoperativ                        |
| TFIA    | > | TTH med RTM 322                                 | Finland                                    | Markoperativ                        |
| TFRA    | > | TTH med RTM 322                                 | Frankrike                                  | Markoperativ                        |
| TFRF    | > | TTH med RTM 322                                 | Frankrike                                  | Flygvapnet                          |
| TGEA    | > | TTH med RTM 322                                 | Tyskland                                   | Markoperativ                        |
| TGEE    | > | TTH med RTM 322                                 | Tyskland                                   | Combat Search and Rescue (CSAR)     |
| TGEF    | > | TTH med RTM 322                                 | Tyskland                                   | Flygvapnet                          |
| TGRA    | > | TTH med RTM 322                                 | Grekland                                   | Markoperativ                        |
| TNZA    | > | TTH med RTM 322                                 | Nya Zeeland                                | Markoperativ                        |
| TOMF    | > | TTH med RTM 322                                 | Oman                                       | Flygvapnet                          |
| TQA#    | > | TTH med RTM 322                                 | Qatar                                      |                                     |
| TQA#    | > | NFH med RTM 322                                 | Qatar                                      |                                     |

## Teknik

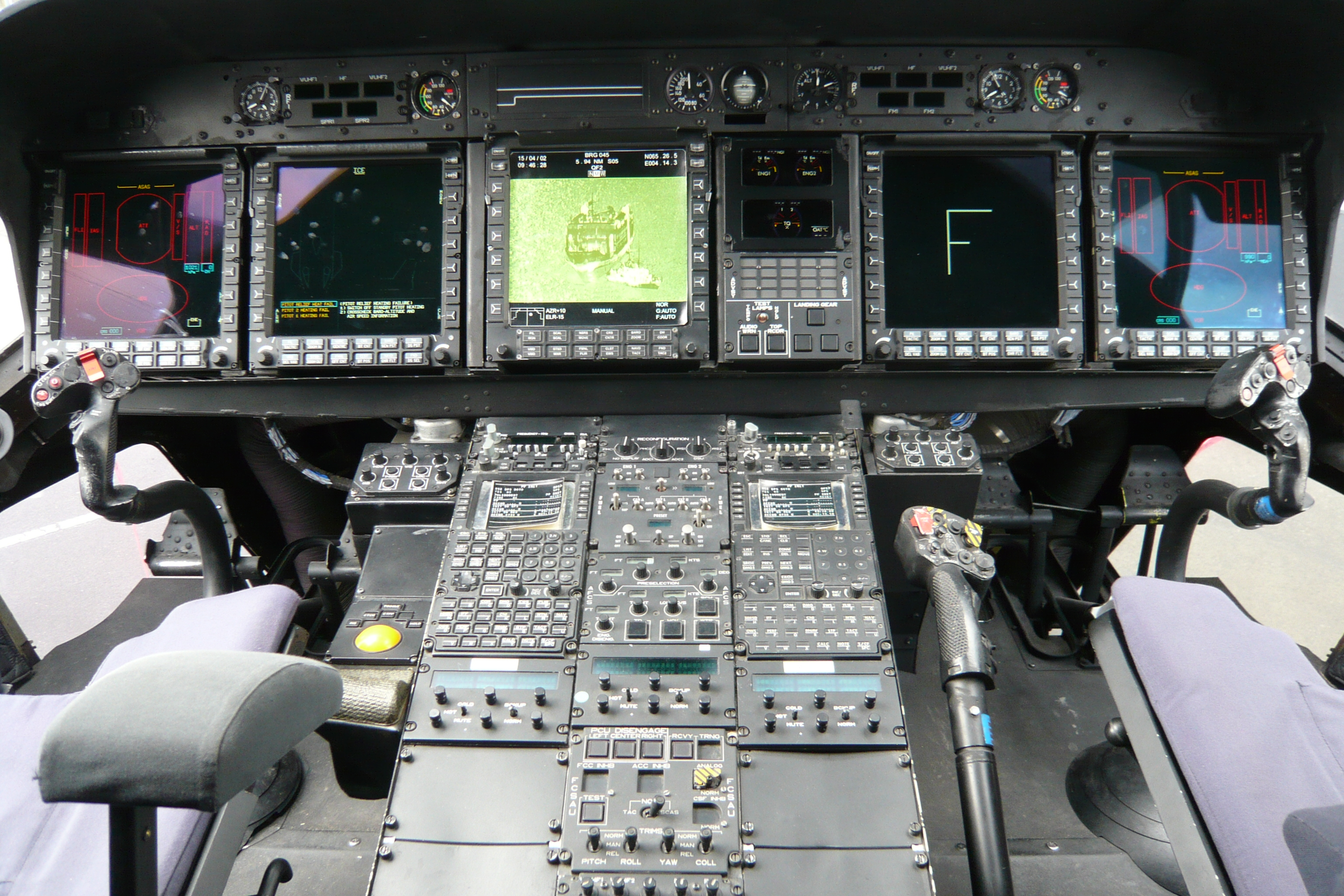
Glascockpit NH90

När NH90 designades valde man ibland tekniska lösningar som var teknikdrivande och låg långt fram i utvecklingen för att skapa ett teknikförsprång till konkurrerande utomeuropeiska tillverkare och på så sätt främja den europeiska flygindustrin. Detta gjorde att NH90 blev den första serieproducerade helikoptern med elektroniskt styrsystem samt ett fullständigt kompositskrov.
Elektroniskt styrsystem har länge används i flygplan, men helikoptrar har fortsatt att använda mekaniska styrsystem med stötstänger. De fördelar NH90 får med det elektroniska styrsystemet är främst en viktbesparing, billigare underhåll samt en mindre komplex mekanisk lösning. Vidare får man en mycket bättre systemintegration mellan styrsystemet och styrautomaten (autopilot), då båda systemen nu är elektroniska. Den största nackdelen är att om elektroniken slutar fungerar leder detta till ett omedelbart haveri, en risk som i princip byggts bort genom att skapa hög redundans och på NH90 görs det genom att använda fyra styrdatorer, två digitala och två analoga, som övervakar varandra. En av de digitala datorerna är "master" och övervakas av de övriga. Om "mastern" inte räknar fram samma styrdata som de andra datorerna så "röstas" den bort och kontrollen lämnas över till den andra digitala datorn. Om denna andra digitala dator slutat fungera, så tar en av de analoga datorerna över. De analoga datorerna är mindre avancerade, vilket ger en lägre funktionalitet, men fördelen är att man har två olika konstruktionslösningar. Detta minskar risken för att en mjukvarubugg, konstruktionsmiss eller liknande skulle leda till en haveri.
Normalt tillverkas helikoptrar till stor del av lättmetall, men i NH90:s fall är huvuddelen av skrovet i kompositmaterial (glas- samt kolfiber) vilket ger en rad fördelar. Kompositmaterial ger en låg vikt, hög hållfasthet samt man slipper problem med materialutmattning och korrosion. Även antalet konstruktionselement kan minskas, själva flygkroppen hos NH90 består bara av tre ihopsatta delar: framkropp, mittensektion samt bakkropp. Vidare gör materialvalet i kombination med skrovets sexkantiga form att NH90 får en låg radarsignatur. En annan av kompositmaterialets fördelar jämfört en aluminiumkonstruktion blir samtidigt dess kanske största nackdel: reparation. En kompositskada kan vara mycket svår att upptäcka och t.o.m. osynlig för blotta ögat. En ytlig kompositskada är väldigt enkel att laga temporärt (s.k. krigsreparation) genom att tejpa över skadan så att det inte kommer in fukt i kompositen då det inte finns någon risk för sprickbildning i skadeområdet (vilket en aluminiumkonstruktion riskerar göra). Men skador som finns i själva kompositstrukturen är problematiska, då skrovet inte har några spant som tar upp lasterna utan är självbärande. Så när den reparationen skall utföras så måste man bl.a. ta hänsyn till i vilket område i skrovet skadan har uppstått för att kunna skapa korrekta reparationsanvisningar och genomföra reparationen. För detta krävs tillverkarens konstruktionsunderlag samt tillgång till avancerad teknisk utrustning.
Övrigt: NH90 har ett avancerat avioniksystem som är sammankopplat genom redundanta digitala databussar samt är utrustad med en glascockpit. Man har minskat risken för överbelastade sinnesintryck (s.k. "information overload") genom att presentera information enligt "Dark cockpit concept". Detta betyder att vid normala förhållanden är de flesta indikeringar släckta och endast väsentlig information visas, det är först vid ett problem/fel som nödvändig indikering och information börjar visas för att kunna hantera situationen. NH90 har ett fyrbladigt rotorsystem som går att fälla ihop, även stjärtbommen går att fälla ihop. Ihopfällningen genomförs endast vid behov, det minskar avsevärt den yta som krävs för att "parkera" helikoptern, något som är viktigt framförallt ombord på fartyg. Helikopterns huvudrotorblad samt motorer är utrustat med avisningsystem som förhindrar isbildning och därigenom möjliggör att helikoptern kan flyga under isbildningsförhållanden. Helikoptern är tvåmotorig och har enmotorprestanda, vilket betyder att den kan fortsätta att flyga även om en motor slutat fungera. Växellådorna i helikoptern är designade för att klara 30 minuters drift även efter det att oljesmörjningen slutat fungera. NH90 har förutom sidodörrar på vardera sida även en bakre lastramp för att kunna lasta i och ur personal och materiel i kabinen.

## Operationell historia
Införandet av NH90 har kantats av stora förseningar, främst på grund av programmets komplexitet. En av orsakerna till förseningarna kan härledas till tillverkarsituationen där tre konkurrerande europeiska flygplanstillverkare (fransk-tyska Eurocopter, brittisk-italienska AugustaWestland samt holländska Fokker) bildade ett konsortium (NHI) för en gemensam utvecklings- och tillverkningssamarbete samtidigt som respektive företag värnade om sin egen verksamhet. Men en än större bidragande orsak till förseningar faller på kundorganisationen (NAHEMA); en organisation utan en "huvudkund" som haft mandatet att dra upp övergripande riktlinjer och kravspecifikationer. Denna avsaknad av ledarskap resulterade i en rad olika nationella helikoptervarianter (21 stycken) vilket försvårat utvecklingsarbetet samt tillverkningen. NHI i sin tur underskattade de problem detta skulle medföra samtidigt som det sannolikt funnits ett politiskt tryck på industrin från länderna i NAHEMA att acceptera en alltför ambitiös utvecklings- och leveransplan. Detta ledde till att NHI blev överansträngt och därmed saknade resurser att lösa alla problem som uppstått parallellt. De erfarenheter som de olika NH90-länderna drog i införandefasen av helikoptersystemet har lett till en ökad vilja till kompromissande och samarbete i syfte att kunna göra samordningsvinster. År 2014 meddelade NHI att de avsåg att standardisera NH90-programmet genom att lansera en enhetsvariant till framtida kunder.
Italien blev 2012 det första landet att använda NH90 TTH vid en internationell insats, då sex helikoptrar baserades i Afghanistan under ett halvår för transportuppdrag. Året därpå (2013) blev Nederländerna det första landet att använda NH90 NFH i en internationell insats, när en NFH ombordbaserades på fregatten HNLMS De Ruyter (F804) för Operation Atalanta i Adenviken.

### Haverier
- Den 1 juni 2008 havererade en italiensk TTH under en flyguppvisning över Braccianosjön. Helikoptern slog i vattenytan efter att ha kommit ut för lågt ur en flygmanöver. En besättningsman omkom och två skadades.[39][40] Italien har aldrig släppt haverirapporten av sekretesskäl. Men om haveriet hade berott på tekniska fel hade den italienska myndigheten varit skyldig att underrätta tillverkaren, vilket gör att olyckan bedömts ha berott på den mänskliga faktorn.
- Den 19 juni 2012 totalförstördes en omansk TTH när den skulle bärgas av en amerikansk MH-53E Sea Dragon.[41][42] Den omanska NH90:n hade några dagar tidigare skadats svårt vid en hård landning i oländig terräng. När MH-53:an påbörjade lyftet av NH90:n förlorade den plötsligt höjd och slog i marken med den omanska NH90:n hängande under sig. Båda helikoptrarna totalförstörs och två amerikanska besättningsmän omkom.[43]
- Den 25 december 2017 havererade en omansk TTH under ett rutinmässigt träningsuppdrag, en besättningsman omkom och två skadades.[44][45][46][47][48]
- Den 17 oktober 2018 välte en fransk TTH under start i mörker ombord på amfibiefartyget Dixmude. Anledningen var att förankringen på helikopterns högra sida fortfarande var fäst till fartyget då helikoptern skulle lyfta. Ingen i helikopterbesättningen skadas, men fyra besättningsmän från fartyget skadas, varav en allvarligt. Helikoptern bedömdes vara omöjlig att reparera, varför det klassas som ett haveri.[49]
- Den 19 juli 2020 havererade en nederländsk NFH i havet utanför den karibiska ön Aruba. Helikoptern var baserad på patrullfartyget HNLMS Groningen och var på väg tillbaka från ett kustbevakningsuppdrag när den slog i vattnet, två besättningsmän omkom och övriga två undkom relativt oskadade. [50] Den preliminära slutsatsen från haveriutredningen var att olyckan sannolikt inte berodde på något på teknisk fel.[51]

## Användare

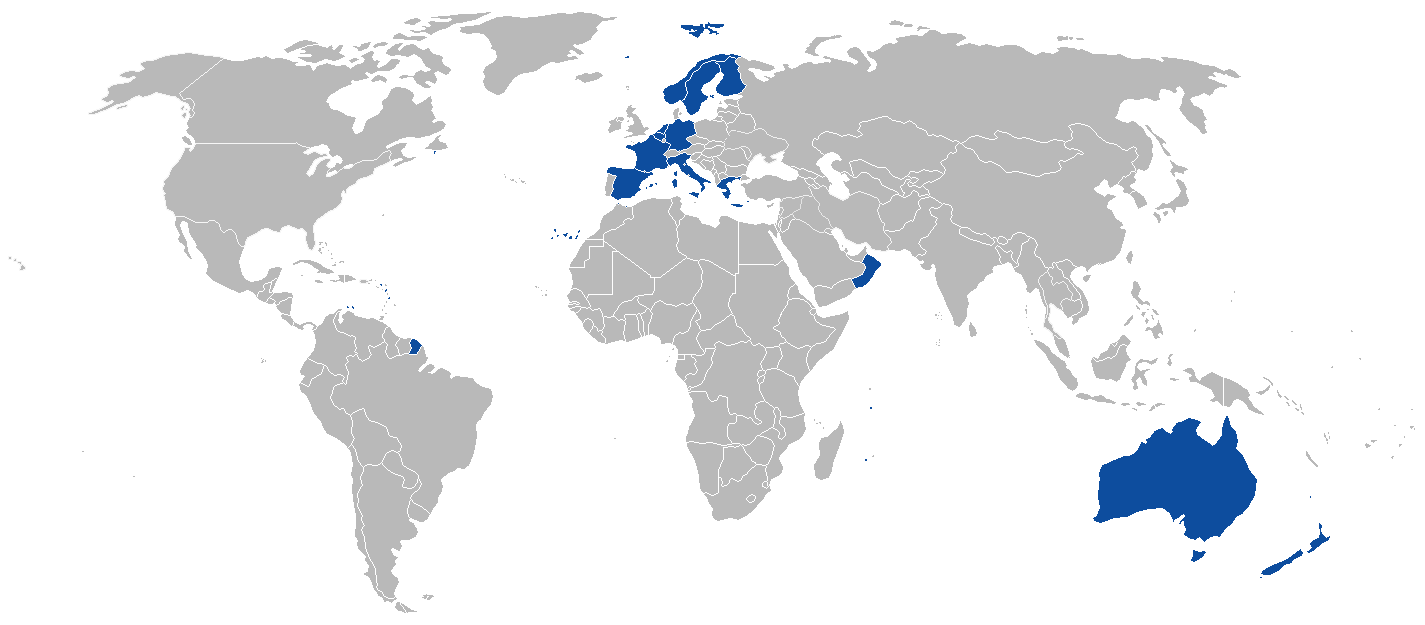
Länder som har NH90.

NH90 är anskaffad av 14 länder och över 500 helikoptrar är beställda:
| Land          | Version | Version |       |
| Land          | TTH     | NFH     | Summa |
| ------------- | ------- | ------- | ----- |
| Australien    | 47      |         | 47    |
| Belgien       | 4       | 4       | 8     |
| Finland       | 20      |         | 20    |
| Frankrike     | 74      | 27      | 101   |
| Grekland      | 20      |         | 20    |
| Italien       | 70      | 46      | 116   |
| Nederländerna |         | 20      | 20    |
| Norge         |         | 14      | 14    |
| Nya Zeeland   | 8+1     |         | 9     |
| Oman          | 20      |         | 20    |
| Spanien       | 45      |         | 45    |
| Sverige       | 18      |         | 18    |
| Tyskland      | 82      | 18      | 100   |
| Qatar         | 16      | 12      | 28    |
| Summa         | 425     | 141     | 543   |
| Totalt antal  | 543     | 543     |       |
| 1. 2. 3.      |         |         |       |

### Australien
År 2005 beställde Australien 12 stycken NH90 TTH för att ersätta sina Bell UH-1 Iroquois. Året därpå (2006) beställdes ytterligare 34 stycken NH90 TTH för att ersätta Westland Sea King samt Sikorsky UH-60 Black Hawk. År 2007 levererades den första australienska NH90. År 2011 förlorade NFH-varianten av NH90 upphandlingen av australiska flottans ersättare till Sikorsky S-70B-2 Seahawk, istället valde Australien Sikorsky MH-60R.
Införandet av NH90 i Australiens blev försenat, 2014 lämnar australienska riksrevisionen, Australian National Audit Office, en rapport som visade på en rad upphandlingsfel och ”utveckingsbrister” rörande NH90. Leveransförseningarna tvingade Australien att använda sina Sikorsky UH-60 Black Hawk bortom det planerade avvecklingsdatumet.  På grund av leveransförseningarna har Australien erhållit ytterligare en NH90 som kompensation, vilket ökar antalet helikoptrar till 47 stycken. År 2019 levererades den 47:e och sista helikoptern.
Australiska försvarsmaktens nationella beteckning på NH90 är MRH-90 Taipan (Multi Role Helicopter).
I slutet av 2021 meddelade Australien att de tänker fasa ut NH90-systemet och planerar ersätta dessa med upp till 40 st Sikorsky UH-60 Black Hawk. Den ursprungliga planen var att använda NH90 till 2037 men på grund av omfattande problem tidigarelade man denna till slutet av 2024.[Uppdatering behövs] Efter en krasch i sjö juli 2023 där 4 i besättning omkom stoppades all användning. Ukraina begärde att få helikoptrarna men Australien nekade detta på grund av olycksrisken och kommer skrota dem tillsammans med tillverkaren för att tillvarata reservdelar.

### Belgien
År 2007 beställde Belgien fyra stycken NH90 TTH och fyra stycken NH90 NFH. År 2012 levererades den första belgiska NH90 TTH, vilken teknisk sett är väldigt lik den franska NH90 TTH och därigenom var ”Full operational capability” (FOC) redan vid leverans. Året därpå (2013) levererades den första belgiska NH90 NFH, vilken teknisk sett är väldigt lik den nederländska NH90 NFH och därigenom har även den ”Full operational capability” (FOC) redan vid leverans. Den fjärde och sista belgiska TTH levererades 2014. År 2018 sänder Belgien för första gången ut sina NH90 ut på internationell tjänst, två NH90 stödde den fredsbevarande FN-missionen i Mali (MINUSMA). Helikoptrarna återvände till Belgien fyra månader senare.

### Finland
År 2001 beställde Finland 20 stycken NH90 TTH för att ersätta sina Mil Mi-8, första leverans planerades till 2004 och slutleverans skulle ske 2008. År 2008 levererades den första finska NH90, fyra år försenad. År 2015 levererades den 20:e och sista helikopterindividen, sju år försenad.

### Frankrike
Frankrike är en av de fyra ursprungskunderna (NAHEMA) och år 2000 beställde de 34 stycken NH90 TTH för att ersätta sina Aérospatiale Puma samt 27 stycken NH90 NFH för att ersätta sina Westland Lynx och Aérospatiale Super Frelon. År 2013 beställdes ytterligare 34 stycken NH90 TTH och 2016 ytterligare 6 stycken NH90 TTH (totalt 74 stycken NH90 TTH). År 2010 levererades den första franska NFH och 2012 levererades den första franska TTH. År 2014 sänder Frankrike för första gången ut sina NH90 ut på internationell tjänst, två NH90 deltog i Operation Barkhane i Mali.
Franska försvarsmaktens nationella beteckning är NH90 Caiman.

### Grekland
År 2003 beställde Grekland 20 stycken NH90 TTH, första leverans planerades till 2005 och slutleverans skulle ske 2010.[uppföljning saknas]

### Italien
Italien är en av de fyra ursprungskunderna (NAHEMA) och år 2000 beställdes 70 stycken NH90 TTH och 46 stycken NH90 HFH. År 2007 levererades den italienska arméns första TTH (GITA) och 2011 levererades den första italienska NFH. År 2012 baserades 5 stycken italienska TTH i Afghanistan, detta var första gången någon NH90 användes vid en internationell insats. År 2017 levererades den italienska marinens första TTH (MITT).
Italienska försvarsmaktens nationella beteckning på NH90 TTH är UH-90A (Armén) respektive MH-90A (Marinen). NH90 NFH betecknas SH-90A.

### Nederländerna

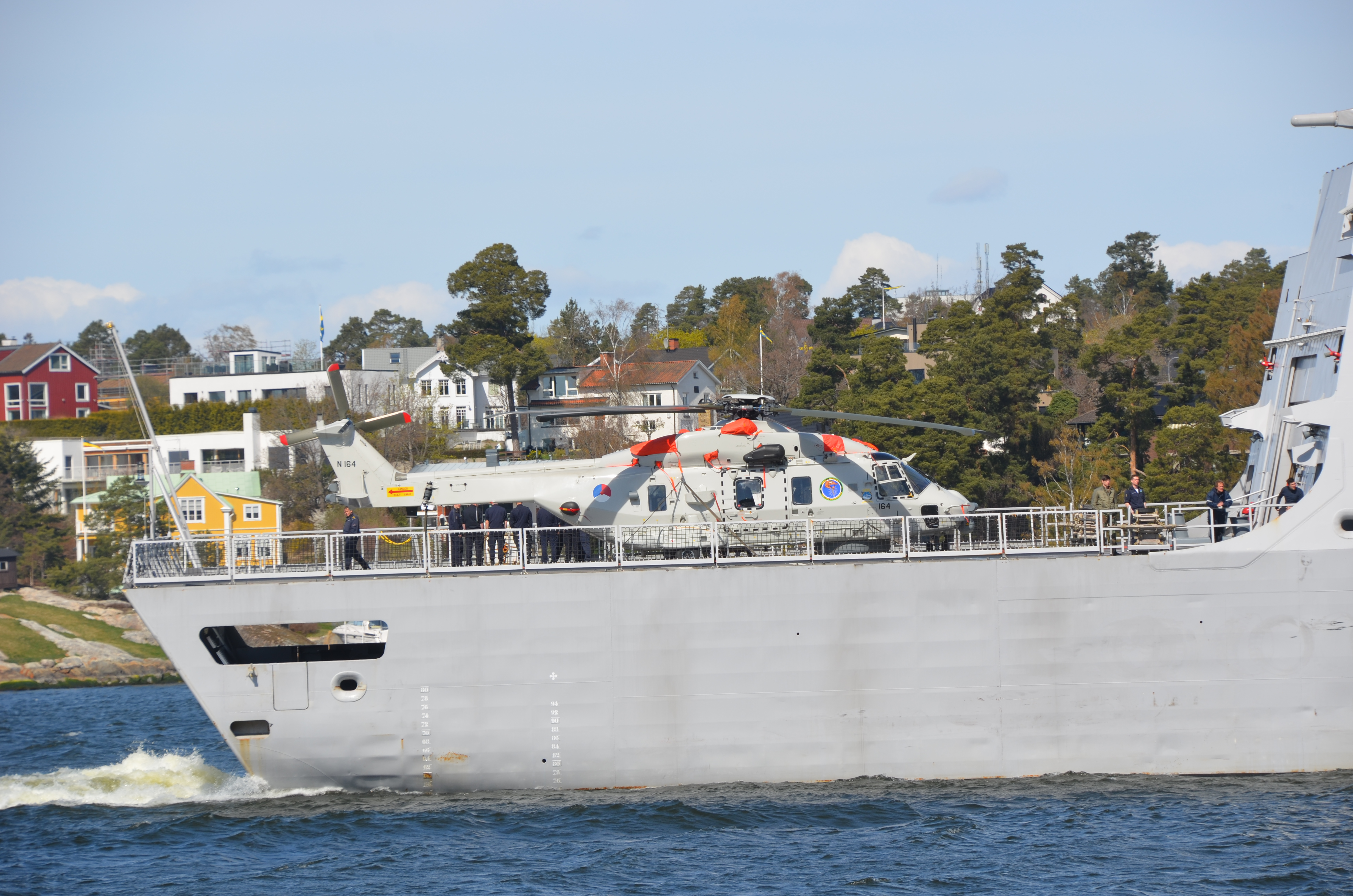
En NH90 NFH ombord på fregatten De Zeven Provinciën utanför Lidingö, 2022

Nederländerna är en av de fyra ursprungskunderna (NAHEMA) och år 2000 beställdes 20 stycken NH90 NFH. År 2010 levererades den första nederländska NH90, därigenom blev Nederländerna den första kunden som fick NFH-varianten.

### Norge
År 2001 beställde Norge 14 stycken NH90 NFH för att ersätta sina [Westland Lynx], första leverans planerades till 2005 och slutleverans skulle ske 2008. År 2011 levererades den första norska NH90, sex år försenad. År 2018 kritiserar norska riksrevisionen upphandlingen av NH90 då Försvarsdepartementet inte hade bedömt riskerna kring det multinationella programmet tillräckligt kritiskt. Åtta hade då levererats varav sex kunde användas till träning. I juni 2022 säger norska regeringen upp avtalet och kräver fem miljarder norska kronor tillbaka av leverantören NH Industries. Anledningen är försenade leveranser och problem med fel och underhåll. Samtliga 13 helikoptrar tas ur tjänst och ska återlämnas, den sista 14:e hade fortfarande inte levererats.

### Nya Zeeland
År 2006 beställde Nya Zeeland 9 stycken NH90 TTH, varav en av helikopterindividerna inte är avsedd att vara operativ utan utgöra reservdelspool, för att ersätta sina Bell UH-1 Iroquois. År 2011 levererades den första nyzeeländska NH90 och tre år senare (2014) levererades den nionde och sista. År 2016 sänder Nya Zeeland för första gången ut sina NH90 på internationell tjänst, då två NH90 deltog i hjälpoperationen i Fiji efter cyklonen Winston.

### Oman
År 2004 beställde Oman 20 stycken NH90 TTH för att ersätta sina Bell 205, Bell 206, Bell 212 och Bell 214, första leverans planerades ske 2008. År 2010 levererades den första omanska NH90, två år försenad.

### Spanien
År 2005 beställde Spanien 45 stycken NH90 TTH. År 2012 minskar Spanien beställningen till 37 stycken NH90 av budgetskäl. Senare minskades beställningen ytterligare, till 22 stycken NH90. År 2014 levererades den första spanska NH90 TTH. År 2018 beställde Spanien 23 stycken NH90 TTH, vilket gör att antalet helikoptrar åter uppgår till ursprungsbeställningen (45 stycken).
Spanska försvarsmaktens nationella beteckning på NH90 är HT-29 Caiman.

### Sverige
År 2001 beställde Sverige 18 stycken NH90 TTH, första leverans planerades till 2005 och slutleverans skulle ske 2009. Sveriges NH90 skiljer sig från övriga länders NH90 genom att ha en 24 centimeter högre kabin. År 2007 levererades den första svenska NH90, två år försenad. Helikoptern var en markoperativ variant, samtidigt var detta även den första NH90 som levererades till en exportkund (utanför NAHEMA). År 2015 levererades den första svenska sjöoperativa NH90. År 2019 levererades den sista svenska NH90, tio år senare än den ursprungliga planen.
Svenska försvarsmaktens beteckning på NH90 är Helikopter 14.

### Tyskland
Tyskland är en av de fyra ursprungskunderna (NAHEMA) och år 2000 beställdes 80 stycken NH90 TTH, första leverans planerades till 2003. År 2004 färdigställs den första serietillverkade NH90 TTH, vilken var en tysk helikopterindivid. År 2006 levererades den första tyska TTH, tre år försenad. År 2007 beställde Tyskland ytterligare 42 stycken NH90 TTH. År 2015 beställde Tyskland 18 stycken NH90 NFH (kallad “Sea Lion”) för att ersätta sina Westland Sea King och den är tänkt att användas till en rad olika marina roller, t.ex. sjöräddning. “Sea Lion” kommer vara landbaserad, men kan även operera ifrån Typ 702 (Berlin-klass) understödsfartyg.
År 2019 meddelade Tyskland att de planerade att köpa ytterligare NH90 NFH (kallad “Sea Tiger”) för att ersätta sina Westland Lynx och den är tänkt att användas till ubåtsjakt. “ Senare under 2019 levererades så den första tyska NFH (“Sea Lion”), slutleverans av “Sea Lion” beräknas ske under 2022.
Tyska försvarsmaktens nationella beteckning på NH90 NFH är Sea Lion respektive Sea Tiger.

### Qatar
År 2018 beställde Qatar 16 stycken NH90 TTH och 12 stycken NH90 NFH, första leverans planeras 2022 och slutleverans 2025.

### Upphävda beställningar
Portugal beställde 2001 tio stycken TTH, ordern hävdes 2012 av ekonomiska skäl.

## Användning i svenska Försvarsmakten - helikopter 14

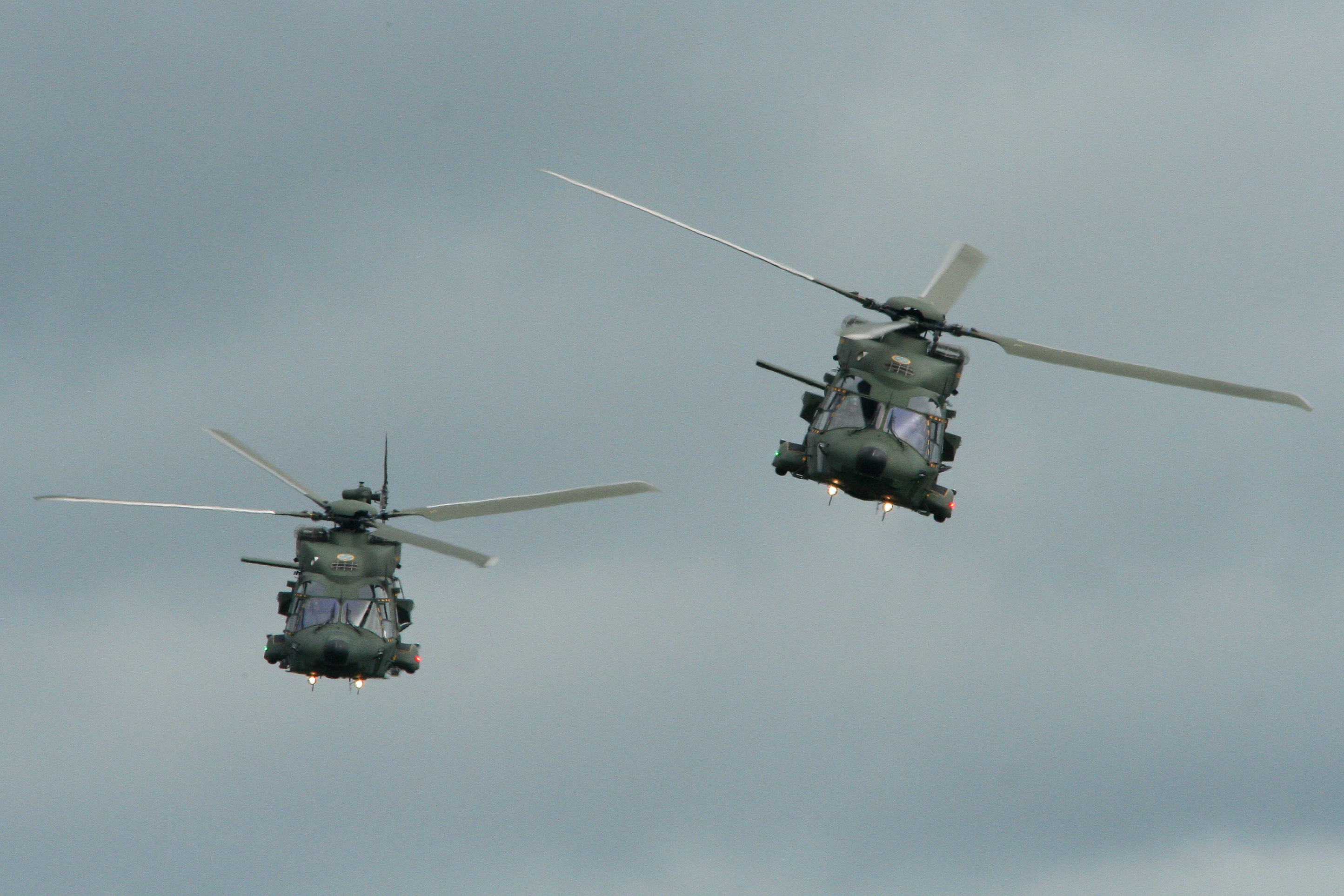
Rote hkp 14A och 14B

Den svenska varianten av NH90 är baserad på TTH-versionen men med en rad nationella modifieringar och benämns av Försvarsmakten som helikopter 14 (hkp 14). Den största nationella förändringen är att kabinhöjden invändigt har ökats med 24,5 centimeter (till 1,82 meter) för att förbättra arbetsmiljön för dem som står och arbetar inuti kabinen. Denna höjda version av NH90 marknadsförs nu av tillverkaren som NH90 HCV (High Cabin Version). Sverige var den kund som initierade framtagandet av NH90 HCV och är för närvarande även det enda land som har köpt denna variant.

### Behov av ny helikopter
Under senare delen av 1990-talet genomfördes en studie inom Armén för att hitta en ersättare till Arméflygets åldrande medeltunga transporthelikopter; Helikopter 3, den nya helikoptern skulle benämnas helikopter 12 (hkp 12). Detta arbete avbröts dock 1998, då Försvarsmakten beslutade att samla alla sina helikopterresurser inom Arméflyget, Marinflyget samt Flygvapnets flygräddningsgrupper i en ny gemensam helikopterorganisation: Helikopterflottiljen. I arbetet inför den nya organisationen hade Förundersökningsgrupp Enhetshelikopter funnit det lämpligt att anskaffa två enhetshelikoptrar, en mindre i viktklassen 3 ton (sedermera hkp 15) och en större i viktklassen 10 ton (hkp 12 var tänkt att vara en 5 tons helikopter).
I samma tidsperiod hade även de övriga nordiska länderna (Island undantaget) identifierat ett behov av att anskaffa en ny militär transporthelikopter. Mellan 1996 och 1998 genomfördes en studie under Danmarks ledning (Preliminary Investigating Group for a Nordic Standard Helicopter) som tittade över förutsättningarna till en gemensam anskaffning. Arbetsgruppens slutsats blev att det fanns förutsättningar för en samnordisk upphandling och gruppens förslag var att ett projekt för upphandling skulle startas omgående.. Dock hade länderna tänkt använda helikoptern till olika saker: Danmark ville ha en stor helikopter med lång räckvidd för sjöräddning ända bort till Grönland. Norge behövde en helikopter som kunde ombordbaseras på deras fregatter, vilket begränsade storleken. Finland ville ha en transporthelikopter och Sverige ville ha en "multi-role" helikopter som kunde användas till luftburen förmåga, som en ledningsnod i det nätverksbaserade försvaret samt till ubåtsjakt.

### Upphandling
Hösten 1999 bildade Sverige tillsammans med Norge, Danmark samt Finland organisationen Nordic Standard Helicopter Program (NSHP). Syftet var att genomföra ett nordiskt samköp, som vid sidan av sänkta anskaffningskostnader, även bedömdes kunna ge samordningsvinster inom flygunderhåll samt utbildning. I november 1999 skickade Försvarets materielverk (FMV), för NSHP:s räkning, ut anbudsinfordran för en samnordisk upphandling av en medeltung helikopter i viktklassen 9 till 15 ton. Anbudstiden löpte ut i april 2000 och i augusti var utvärderingen av anbuden klara och det fanns fyra kandidater: Eurocopter Cougar Mk2+,  EH Industries EH 101, NHIndustries NH90 samt Sikorsky S-92. I september fattar NSHP beslut om att två kandidater skall gå vidare (NHIndustries NH90 samt Sikorsky S-92), Danmark valde dock att själva även behålla en tredje kandidat (EH Industries EH 101).
Under 2001 fick Försvarets  materielverk kännedom om att länderna i NSHP hade skilda uppfattning om vilken helikopter som vara lämplig och myndighetens bedömning var att det skulle vara svårt att finna en gemensam samnordisk lösning. I juni 2001 valde så Danmark att lämna den samnordiska upphandlingen då de hade en annan kravbild än de övriga nordiska länderna och i december samma år lämnade Danmark formellt NSHP. Danmark kom senare att välja EH Industries EH 101, framförallt då den helikoptern har längre räckvidd än NHIndustries NH90. Successivt minskade även samarbetet mellan de kvarstående NSHP-medlemmarna. För att slutligen, bortsett själva anskaffningen, helt upphöra.
Det fanns även tecken som tyder på att man, från svenskt politiskt håll, värderade en gemensam nordisk helikopteranskaffning högre än valet av helikoptertyp. Dokument påvisar att Försvarets materielverk, vars uppgift var att utreda vilken helikopter som passade de svenska kraven bäst, förespråkade Sikorsky S-92 framför NHIndustries NH90. På svenskt politiskt håll tyckte man dock att det var viktigare att välja den helikopter som Norge samt Finland redan bestämt sig för, det vill säga NHIndustries NH90.
Vidare, samma år som kontraktet skulle skrivas på (2001) väcktes misstankar att oegentligheter hade förekommit inom den svenska delen av upphandlingen vilket skulle ha gett NHIndustries (NHI) konkurrensfördelar och därigenom fördyrat köpet. Den Militära underrättelse- och säkerhetstjänsten (MUST) samt Säkerhetspolisen (SÄPO) utredde saken, men precis innan åtal skulle väckas ändrade Försvarsmakten bedömningen av vilken skada som skett varpå förundersökningen lades ner. En fällande dom hade kunnat göra att hela anskaffningen (för svensk del) varit tvungen att göras om, alternativt att Sikorsky kunde utkräva skadestånd av svenska staten för att upphandlingen inte hade gått korrekt till. Då inget åtal väcktes, hotade man från Sikorskys sida ändå med skadeståndskrav, men valde senare att inte driva rättsprocessen vidare. I november 2022 avslöjade Norrköpings Tidningar att det var den då Sverigedemokratiske medieprofilen och politikern Christopher Jarnvall som genom sina kontakter inom försvarsmakten anskaffat och sålt sekretessbelagda dokument om affären  till sin uppdragsgivare NHIndustries. Vilket MUST upptäckt efter att Jarnvall i sin tur betalat en överste för att försöka få ut mer information om affären. Personen som rådgav ÖB att skriva ner skadan som läckan utgjort stod mycket nära Jarnvall.      
I september 2001 rekommenderade NSHP medlemsländerna att välja NHIndustries NH90 som den samnordiska helikoptern. Senare samma månad tecknar Sverige kontrakt med NHI avseende 18 stycken NH90 TTH, vilken i Sverige fick beteckningen helikopter 14 (hkp 14). Leverans av första helikoptern med FOC-status (Full Operational Capability) angavs till januari 2006 och alla helikoptrar skulle vara slutlevererade till april 2009. Det fanns även en option på ytterligare 7 helikoptrar i kontraktet, men den kom aldrig att lösas ut. Den NH90 Sverige valde som första och enda kund att beställa var en modifierad variant med förhöjd kabin, som flög första gången i mars 2005.

### Leverans och förseningar
Både i februari 2003 och april 2004 redovisade Försvarets materielverk projektläget för Försvarsmakten, där bedömningen var att allt löpte enligt tidsplanen. I februari 2005 begärde Försvarets materielverk en bekräftelse från NHI att leveransplanen skulle kunna hållas, då myndigheten hade fått indikationer på förseningar hos NHI. NHI bekräftade en försening där leverans av den första FOC-helikoptern skulle ske fyra månader senare än ursprungligt kontrakt (till mars 2006). Fem veckor senare anmälde NHI att den första FOC-helikoptern skulle försenas ytterligare 20 månader (till november 2007).
I oktober 2005 accepterade Försvarets materielverk leverans av den första helikopter 14. Helikoptern hade dock IOC-status (Interim Operational Capability) och skulle fortsatt disponeras av NHI i utvecklingsarbetet av helikopter 14 avsedd för ubåtsjakt. I april 2006 reviderade NHI än en gång leveransplanen, där den första FOC-helikoptern skulle levereras december 2008.
I juni 2007 överlämnade NHI den första helikopter 14 (fennummer 42) till FMV vid flygmässan i Paris. Denna överlämning var viktigt för tillverkaren, då Sverige var den första exportkunden som accepterade leverans av NH90-systemet. Även denna helikopterindivid kvarstannade hos NHI för att användas till flyg- och teknisk utbildning av Försvarsmaktens personal. Det skulle dröja till september 2007 innan den första helikopter 14 (nr 43) landade i Sverige, denna helikopterindivid var även den första helikopter 14 som var byggd av Patria i Finland.
I april 2008 aviserade NHI ytterligare förseningar och i oktober samma år meddelades att första FOC-helikoptern skulle levereras först i september 2010. I december 2008 meddelade Försvarets materielverk att de av NHI önskade en trovärdig leveransplan för de första FOC-helikoptrarna i en konfiguration som möjliggjorde en internationell insats. I februari 2009 svarade NHI att de kunde börja leverera denna helikopterkonfiguration från juni 2011.
Förseningen av helikopter 14 skapade problem för den medeltunga helikopterkapaciteten inom Försvarsmakten, framförallt vid internationella insatser då helikopter 10 inte ensam hade kapaciteten att lösa behovet av främst sjukvårdstransport (Medevac). Denna bristande förmåga ville man från politiskt håll avhjälpa, varför regeringen i den ekonomiska vårpropositionen 2010 föreslog att ännu ett medeltungt helikoptersystem borde anskaffas. Någon månad senare lämnade även Militärhelikopterutredningen sitt slutbetänkande, varvid en slutsats var att ytterligare ett medeltungt helikoptersystem borde anskaffas. Varken regeringen eller Militärhelikopterutredningen tog dock ställning till val av helikoptertyp. Senare under hösten erbjöd den franska regeringen den svenska staten att köpa Eurocopter EC725 Caracal (en tidigare kandidat vid valet av helikopter 14), men i april 2011 meddelade dåvarande försvarsministern Sten Tolgfors att Sikorsky UH-60M Black Hawk skulle anskaffas.
I december 2015 levererades den första FOC-helikoptern, vilket var en Helikopter 14F och i juni 2017 levererades så den 18:e och sista helikopterindividen av tillverkaren.
Införandet av helikopter 14-systemet i Försvarsmakten blev alltså kraftigt försenat. Enligt den ursprungliga planen skulle den första FOC-helikoptern ha levererats i januari 2006, nu blev det nästan tio år senare (december 2015). Redan i ett tidigt skede nåddes maximal kompensationsskyldighet enligt kontraktet från industrins sida med anledning av leveransförseningarna. Att den ekonomiska drivkraften att leverera i tid därigenom var borta kan enligt Riksrevisionen ha minskat industrins incitament att fullfölja sina leveransåtaganden gentemot Sverige. Slutleverans av helikoptersystemet var ursprungligen satt till april 2009, men skedde alltså först åtta år senare i juni 2017. I juli 2019 överlämnade FMV den sista serieleveransen av helikopter 14 till Försvarsmakten. Överlämningen gjordes i Marignane, Frankrike för att därefter flyga helikoptern (BSWA007) direkt till Luleå, där den kommer att ha markoperativa uppgifter.

### Uppgradering
13 av de 18 helikopter 14 levererades i olika utvecklingsstadier och måste uppgraderas för att uppnå slutlig version (s.k. FOC). Alla helikopter 14A samt B modifierades till den sjöoperativa varianten Helikopter 14F och alla helikopter 14C samt D modifierades till den markoperativa varianten helikopter 14E. Modifieringen bedömdes ta mellan 18 och 24 månader per helikopterindivid beroende på hur stora strukturella förändringar som måste göras. Arbetet utfördes av Patria i Finland samt av Airbus i Frankrike från 2015. När alla helikopterindivider modifierats kommer det finnas nio helikopter 14E samt nio helikopter 14F.

### Användning
Mellan 2007 och 2014 var helikopter 14 baserad vid Malmen där den användes för kunskapsuppbyggnad. Mellan 2007 och 2011 var FMV verksamhetsansvarig för helikoptersystemet, även om det var Helikopterflottiljens personal som drev och flög helikoptern. I april 2011 flög helikopter 14 (nr 45) för första gången för Helikopterflottiljen och månaden därpå överlämnade FMV formellt över helikoptersystemet till Försvarsmakten.
År 2014 flyttades helikopter 14-systemet från Malmen till Första helikopterskvadronen (markoperativ inriktning) respektive Tredje helikopterskvadronen (sjöoperativ inriktning).
Några veckor innan Försvarsmakten den 1 mars 2018 skulle lämna in budgetunderlaget för 2019-2021 till Regeringen, skrev massmedia om hur dyr helikopter 14 var att flyga. Anledning var att Försvarsmakten skulle begära högre anslag för att kunna behålla olika militära förmågor. Om regeringen inte skulle skjuta till pengar avsåg Försvarsmakten genomföra olika sparprogram - som att t.ex. dra ner på hur mycket helikopter 14 skulle användas, alternativt sluta använda de nio helikopter 14 med markoperativ inriktning.

### Svenska versioner
Sverige har beställt 18 stycken helikopter 14. Helikoptern levererades i sex olika versioner, varav de två sista (E och F) var slutversioner som alla helikoptrar blev efter genomfört modifieringsprogram. I ursprungsbeställningen skulle 13 helikopter 14E samt fem helikopter 14F levereras, men 2015 ändrades detta till nio helikopter 14E samt nio helikopter 14F.
Helikopter 14A och helikopter 14B var utvecklingsversioner som tekniskt var så lika varandra att de inte skiljdes åt, de hade en så låg tekniknivå att de i praktiken enbart var grundhelikoptrar med högst begränsad förmåga att använda uppdragsutrustning. Fyra helikopterindivider levererades 2011 till Helikopterflottiljen och användes initialt till kunskapsuppbyggnad, men allt eftersom helikopter 14D började levereras till förband minskade användningen av 14A/B. Mellan 2017 och 2018 lämnades alla 14A/B in för modifiering till 14F. Tillverkaren betecknade 14A som 'Basic TTT' och 14B som 'Basic+ TTT'.
Helikopter 14C var en utvecklingsversion som aldrig accepterades av Försvarsmakten. Anledningen var att C-versionen inte ansågs ha tillfört någon avgörande förmågeförbättring jämfört med A/B-versionerna. Planen var att två helikopter 14C skulle ha levererats 2011 men istället förrådsställdes de samma år och lämnades 2015 in för modifiering till 14E. Industrin betecknade denna utvecklingsversion 'eBasic TTT' (enhanced Basic). 
Helikopter 14D är en mellanversion som aldrig var planerad från början, men eftersom leverans av slutversionen E skulle bli försenad skapades denna version. Med denna version fick Helikopter 14 förmågan att använda mer komplexa uppdragsutrustningar och kunde därigenom påbörja sin förmågeutveckling. Förmågemässigt är helikopter 14D relativt nära slutversionen E. Sju helikopter 14D levererades mellan 2013 och 2015 och lämnades in för modifiering till 14E mellan 2017 och (bedömt) 2020. Industrin betecknar denna mellanversion 'TTT/IM'.

#### Helikopter 14E
E är den markoperativa slutversionen av helikopter 14 och därmed fullt operativ (Full operational capability, FOC). Den första helikopter 14E levererades 2018. Totalt kommer nio helikopter 14E levereras och alla är uppgraderade helikopter 14C/D. Industrin betecknade denna markoperativa slutversion 'TTT/SAR'.

#### Helikopter 14F
F är den sjöoperativa slutversionen av helikopter 14 och därmed fullt operativ. Den första helikopter 14F levererades 2016 och totalt kommer nio helikopter 14F levereras, varav fyra kommer att vara uppgraderade helikopter 14A/B. Helikopter 14F skiljer sig förmågemässigt från E genom att den kan utrustas med doppsonar samt sonarbojfällare. Industrin betecknade denna sjöoperativa slutversion 'SAR/ASW'. Ibland misstas helikopter 14F för att vara en NH90 NFH då båda helikoptrarna har en sjöoperativ inriktning. Helikopter 14F är emellertid en variant av NH90 TTH som är landbaserad, men som anpassats för att operera över hav (till skillnad från NFH:n som är konstruerad för att kunna vara fartygsbaserad).
1. 1 2 3 4 5  TTT - Tactical Troop Transport, IM - International Mission, SAR - Search And Rescue, ASW - Anti-Submarine Warfare

### Helikopterindivider
| Tillv. serienr | Fen- nummer | Militärt reg nr | Version | Används av Försvarsmakten | Kommentar                                                                          |
| -------------- | ----------- | --------------- | ------- | ------------------------- | ---------------------------------------------------------------------------------- |
| 1016           | 42          | 141.042146.042  | AF      | 2011 - 2017 2021 - 20xx   | Flögs 2009 - 2011 av FM under FMV:s ansvar, modifieras till F mellan 2017 och 2021 |
| 1022           | 43          | 141.043146.043  | AF      | 2011 - 2017 2022 - 20xx   | Flögs 2007 - 2011 av FM under FMV:s ansvar, modifieras till F mellan 2017 och 2022 |
| 1028           | 44          | 142.044146.044  | BF      | 2011 - 2018               | Modifieras till F mellan 2018 och 20xx                                             |
| 1048           | 45          | 142.045146.045  | BF      | 2011 - 2018               | Modifieras till F mellan 2018 och 20xx                                             |
| 1053           | 46          | 143.046145.046  | CE      | 2018 - 20xx               | C-versionen accepterades aldrig av FM, modifierades till E mellan 2015 och 2018    |
| 1056           | 47          | 143.047145.047  | CE      | 2019 - 20xx               | C-versionen accepterades aldrig av FM, modifierades till E mellan 2015 och 2019    |
| 1071           | 48          | 144.048145.048  | DE      | 2016 - 2021               | Modifieras till E mellan 2021 och 20xx                                             |
| 1064           | 49          | 144.049145.049  | DE      | 2015 - 20xx               |                                                                                    |
| 1091           | 50          | 144.050145.050  | DE      | 2014 - 2018               | Modifieras till E mellan 2018 och 20xx                                             |
| 1096           | 51          | 144.051145.051  | DE      | 2014 - 20xx               |                                                                                    |
| 1080           | 52          | 144.052145.052  | DE      | 2014 - 2018               | Modifieras till E mellan 2018 och 20xx                                             |
| 1168           | 53          | 144.053145.053  | DE      | 2015 - 20172020 - 20xx    | Modifierades till E mellan 2017 och 2020                                           |
| 1169           | 54          | 144.054145.054  | DE      | 2014 - 2017               | Modifieras till E mellan 2017 och 20xx                                             |
| 1109           | 55          | 146.055         | F       | 2016 - 20xx               |                                                                                    |
| 1197           | 56          | 146.056         | F       | 2016 - 20xx               |                                                                                    |
| 1250           | 57          | 146.057         | F       | 2016 - 20xx               |                                                                                    |
| 1012           | 58          | 146.058         | F       | 2017 - 20xx               |                                                                                    |
| 1249           | 59          | 146.059         | F       | 2016 - 20xx               |                                                                                    |

### Utrustning
Helikopter 14 kan utrustas med en rad olika utrustningar beroende av vilken typ av uppdrag den skall genomföra. Helikopter 14 kan utrustas med en väderradar alternativt en taktisk radar (med bland annat SAR-funktionalitet). Vidare kan de utrustas med ett elektrooptiskt system (EOS) bestående av en integrerad värmekamera (FLIR), låg-ljusnivå kamera och laseravståndsmätare samt vid behov ett taktiskt ledningssystem. Helikopter 14 är NVG-anpassad så besättningen kan bära bildförstärkare. Helikopter 14F kan även utrustas med sonarsystem.
För självskydd kan Helikopter 14 utrustas med varnare- & motverkanssystem (VMS) bestående av laser-/radar-/robotskottsvarnare samt fackel-/remsfällare. Vidare finns möjligheten att montera kulspruta m/58E i sidodörrarna. För att ytterligare öka helikopterns överlevnadsförmåga kan IR-dämpande avgasutblås, ballistisk skydd samt partikelseparatorer till motorerna monteras.
Vid specialoperationer kan personal fällas med hjälp av fallskärm eller sättas in via fast rope alternativt rappelling. Vid räddningsinsats kan helikoptern utrustas med en vinsch för att hämta upp nödställda.

### Förmågor
Helikopter 14E/F kan genomföra:
- Personal/trupptransport (upp till 20 personer)
- Invändig/utvändig materieltransport (nyttolasten beror på mängden bränsle med mera, genomsnittlig nyttolast: 2,5 ton)
- Sjukvårdstransport (Casevac/Medevac)
- Undsättning (Personnel Recovery) [175]
- Stöd till specialförband
- Stöd till samhället (t.ex. brandbekämpning från helikopter) [176]

Helikopter 14F kan även genomföra:
- Ubåtsjakt [177]

#### Bristande ubåtsjaktförmåga
Helikopter 14F kommer vara Försvarsmaktens huvudplattform för luftburen ubåtsjakt. Men helikoptern saknar för närvarande en nationell taktisk datalänk samt beväpning, vilket begränsar dess förmåga att bedriva en effektiv ubåtsjakt.
- En nationell taktisk datalänk används för att utbyta information (t.ex. mållägesdata) mellan olika svenska militära enheter över radio och fanns med i den ursprungliga kravspecifikationen för helikoptern. Men den valdes bort när den politiska viljan var att skifta Försvarsmaktens huvuduppgift från nationellt försvar till internationella insatser. Den internationella taktiska datalänken (Link 11) behölls dock. Men med den förändrade hotbilden i Sveriges närområde blev Försvarsmaktens huvuduppgift åter nationellt försvar och avsikten är därför att återinföra den nationella taktiska datalänken för marin verksamhet (Länk 8000) till Helikopter 14F, vilken skulle kunna vara integrerad i helikoptern kring 2020.[179]
- Avsikten är att Helikopter 14F skall beväpnas med torpeder (men inte sjunkbomber, vilket är ett ineffektivt ubåtsjaktvapen).[180] Torpeden som planeras användas är Torped 47 som är under utveckling och bedöms vara operativt för ytstridsfartyg och ubåt 2023, integration av torpedsystemet mot helikopter bedöms kunna vara klar till mellan 2025 och 2030.[181] Dock är integrationen av Torped 47 till Helikopter 14 osäker då det inte finns någon budget avsatt för detta i försvarsbeslutet.[182]

I Försvarsberedningens slutrapport "Värnkraft" från 2019 gavs bland annat förslag på Försvarsmaktens utveckling mellan 2021 och 2025, här föreslogs att en datalänk samt integration av lätt torped till hkp 14 borde prioriteras.

## Liknande helikoptrar
- Leonardo AW101
- Sikorsky S-92